# Palmview South
Palmview South és una concentració de població designada pel cens dels Estats Units a l'estat de Texas. Segons el cens del 2000 tenia 6.219 habitants.

## Demografia
Segons el cens del 2000, Palmview South tenia 6.219 habitants, 1.714 habitatges, i 1.523 famílies. La densitat de població era de 797,7 habitants/km².
Dels 1.714 habitatges en un 49,1% hi vivien nens de menys de 18 anys, en un 76,3% hi vivien parelles casades, en un 9,7% dones solteres, i en un 11,1% no eren unitats familiars. En el 9,6% dels habitatges hi vivien persones soles el 6,2% de les quals corresponia a persones de 65 anys o més que vivien soles. El nombre mitjà de persones vivint en cada habitatge era de 3,63 i el nombre mitjà de persones que vivien en cada família era de 3,89.
Per edats la població es repartia de la següent manera: un 35,7% tenia menys de 18 anys, un 10,1% entre 18 i 24, un 25,6% entre 25 i 44, un 14,4% de 45 a 60 i un 14,3% 65 anys o més.
L'edat mediana era de 28 anys. Per cada 100 dones de 18 o més anys hi havia 92,1 homes.
La renda mediana per habitatge era de 21.649 $ i la renda mediana per família de 22.292 $. Els homes tenien una renda mediana de 15.387 $ mentre que les dones 11.538 $. La renda per capita de la població era de 7.912 $. Aproximadament el 31,6% de les famílies i el 38,3% de la població estaven per davall del llindar de pobresa.

## Poblacions més properes
El següent diagrama mostra les poblacions més properes.